# جيم أرشيبالد
جيم أرشيبالد هو لاعب هوكي الجليد كندي، ولد في 6 يونيو 1961 في Craik, Saskatchewan ‏ في كندا.

## وصلات خارجية
- جيم أرشيبالد على موقع دوري الهوكي الوطني (الإنجليزية)
- جيم أرشيبالد على موقع قاعة مشاهير الهوكي (لاعب أن.إتش.أل) (الإنجليزية)
- جيم أرشيبالد على موقع EliteProspects.com (الإنجليزية)
- جيم أرشيبالد على موقع HockeyDB.com (الإنجليزية)
- جيم أرشيبالد على موقع Hockey-Reference.com (الإنجليزية)